# Alen Velčić
Alen Velčić (* 6. Oktober 1970 in Villingen) ist ein deutscher Basketballtrainer und ehemaliger -spieler.

## Laufbahn
Velčić wuchs in Villingen-Schwenningen auf und spielte Basketball bei der DJK Villingen, ehe er zum Studium nach Trier ging und für TVG Trier Einsätze in der Basketball-Bundesliga verbuchte, aber meist für Triers zweite Herrenmannschaft auf dem Feld stand.
Als Trainer und Manager machte er sich ab 1995 an die Aufgabe, den Basketballsport in Schwenningen voranzubringen. Die KGJ Schwenningen führte er als Trainer von der Kreisliga B (1997) bis in die erste Regionalliga (2004). Er blieb bis 2006 im Amt.
Er war im Jahr 2007 Manager des USC Freiburg, 2009 wurde Velčić Trainer beim CVJM Lörrach.
Im März 2012 kehrte Velčić auf den Trainerposten in Schwenningen zurück, die Mannschaft spielte mittlerweile unter dem Dach des BV Villingen-Schwenningen, der das Spielrecht der KGJ übernommen hatte, und trat in der 2. Regionalliga an. 2014 führte er die Mannschaft zur Rückkehr in die 1. Regionalliga. Im Spieljahr 2016/17 gewann Schwenningen unter Velčićs Leitung den Meistertitel in der 1. Regionalliga Süd-West, erhielt aber keine Lizenz für die 2. Bundesliga ProB. Velčić erhob schwere Vorwürfe gegen die Leitung der 2. Bundesliga.
In der Saison 2017/18 gewann Velčić mit der Schwenninger Mannschaft abermals den Meistertitel in der 1. Regionalliga Süd-West. Im ersten Jahr nach dem Aufstieg führte er Schwenningen als Tabellensechster der Südstaffel in die Meisterrunde der 2. Bundesliga ProB und dort ins Halbfinale. Da Vizemeister Münster auf den ProA-Aufstieg verzichtete, rückte Velčićs Mannschaft in die ProA nach, die Spielberechtigung wurde ihr im Mai 2019 erteilt.
Der sportliche Aufschwung der Schwenninger Mannschaft samt Gang von der fünftklassigen 2. Regionalliga in die zweithöchste deutsche Spielklasse sowie die Entwicklung des Umfeldes wurden insbesondere dem Wirken Velčićs zugeschrieben. Er wurde als „Baumeister und Architekt des Panthers-Projekts“ bezeichnet. Zusätzlich zu seinem Traineramt wurde er Mitgeschäftsführer der Betreibergesellschaft Basketball Villingen-Schwenningen GmbH. In der Saison 2020/21 führte er die Schwenninger als Tabellensiebter der Hauptrunde in die zweite Gruppenphase, in der das Ausscheiden erfolgte. 2023 ereilte Velčić mit der Mannschaft der Zweitligaabstieg. Vorausgegangen waren wirtschaftlich und sportlich schwierige Monate: Anfang Februar 2023 stellte die Schwenninger Betreibergesellschaft einen Insolvenzantrag, der Mannschaft wurden wegen zwei Lizenzverstößen insgesamt vier Punkte abgezogen. Velčić musste Begegnungen teilweise mit nur sechs beziehungsweise sieben Spielern bestreiten, da die Liga den Schwenningern Nachverpflichtungen untersagte. Velčić beendete mit seiner Mannschaft das Spieljahr 2022/23 abgeschlagen auf dem letzten Tabellenrang. Im Sommer 2023 zog er sich als Schwenninger Trainer zurück.